# 田中仙樵
田中 仙樵（たなか せんしょう、1875年（明治8年）9月3日 - 1960年（昭和35年）10月6日）は、茶人。京都府生まれ。本名は田中 鼎
。

## 略歴
- 裏千家の茶人である前田瑞雪に入門する。
- 裏千家十三代円能斎千宗室に師事して皆伝をうける。
- 明治31年に形骸化した既成茶道を批判して大日本茶道学会を創設した。
- 茶人以外に、手品師（和妻）としても活躍。奇術関係書物も著述している。
- 後継者田中仙翁は孫

## 著書
- 『田中仙樵全集』 茶道の研究社（全8巻）
- 『茶道改良論』選集、講談社、新版・講談社学術文庫。田中仙堂（曾孫）編・解説